# Ameno Resedá

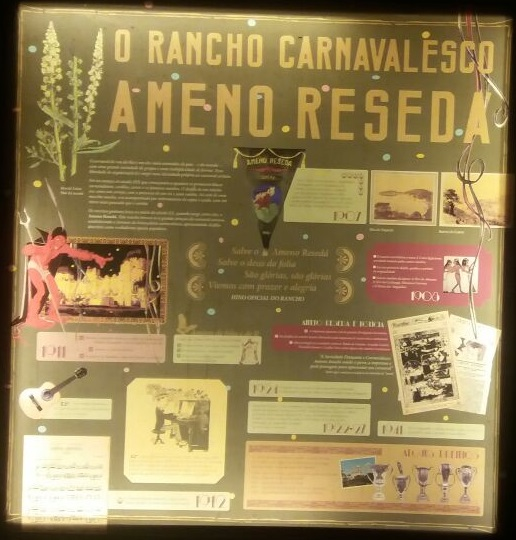
Pancarte annonçant Ameno Resedá (date inconnue).

Ameno Resedá est le plus célèbre rancho carnavalesco de la ville de Rio de Janeiro Fondé en 1907 et disparu en 1941, il compte parmi ses membres le chanteur et compositeur Oscar José de Almeida (pt).
Appartenant à la société carnavalesque (pt) Clube dos Democráticos (pt), ses couleurs caractéristiques sont le vert, le grenat et le jaune, son symbole est l'aigle et sa patronne était Notre-Dame de Gloire,,.

## Histoire
Fondée en 1907 par un groupe d'employés publics de Rio, après un pique-nique sur l'île Paquetá, qui a été la première rencontre entre les fondateurs du ranch. Elle a initialement son siège dans le quartier de Catete. L'inspiration pour le nom est venue du son « amène » du rancho et d'une fleur appelée resedá, abondante sur l'île.
En 1908, le groupe interprète la chanson Corte Egipciana. Cette nouveauté plaisait et fut imitée par d'autres ranchos. Leurs intrigues étaient presque toujours mythologiques et servaient de point d'union pour raconter une histoire avec un début, un milieu et une fin. Cela a créé les conditions nécessaires à la vision du peuple pour un plus grand éclat et une plus grande splendeur. Les costumes étaient luxueux, utilisaient des matières telles que le lamé, la soie et les plumes et représentaient des princes, des princesses, des dieux, des fleurs, des chasseurs ou des animaux. Les costumes de rancho avaient tendance à présenter une grande splendeur et, souvent, des allégories de mains.
Lors du carnaval de 1911, le président Hermes da Fonseca invite Ameno Resedá à visiter le palais Guanabara. Le groupe arrive avec tous ses membres habillés selon la thématique de la Cour de Belzébuth, ce qui cause un grand impact, puis ils partent directement au défilé.
En 1914, Ameno Resedá défile aux côtés des sociétés carnavalesques (pt). En 1917, il introduit la commission de rancho (comissão de rancho, précurseur des commissions d'ouverture (comissões de frente) des écoles de samba. Cette année-là, il était composé de quatre satyres transformés en « Princes chasseurs » avec une suite de Jupiter, Minerve, Atlas et douze bergers.
Le pionnier de la samba Sinhô figure plusieurs années parmi ses directeurs d'harmonie.
En 1923, Coelho Neto, amateur des ranchos et partisan d'Ameno, fait une critique constructive de l'excès de thèmes étrangers présentés par les ranchos, non pas parce qu'ils étaient étrangers, mais parce qu'à son avis ils avaient déjà été répétés de manière exhaustive. Ameno Resedá comprend le message et apporte dès 1924 le thème « L'hymne national », considéré comme révolutionnaire, non seulement parce qu'il est national, mais aussi parce qu'il s'agit d'un thème abstrait. Le rancho arrive à la troisième place, ce qui est une déception.
O Globo, en 1927, fait l'éloge de Ameno Resedá dans ses pages, le désignant comme responsable de l'extinction des « cordons indésirables » où, selon le journal, d'autres groupes de ce type s'étaient transformés en ranchos organisés, après avoir suivi l'exemple d'Ameno Resedá, parmi lesquels Chuveiro de Prata. Le journal décrit également une rencontre entre Ameno Resedá et un autre groupe carnavalesque appelé Filhas da Jardineira, lors de laquelle ce dernier a lancé des provocations contre les membres d'Ameno Resedá, qui ont répondu aux provocations par une marche faisant l'éloge de leur consœur, intitulée Sairá (Tu sortiras).
Le 30 janvier 1941, Ameno Resedá tient sa dernière assemblée, au cours de laquelle son extinction est décidée. Une partie de ses biens est reversée à la Confrérie de Nossa Senhora da Glória.

## Hommages et postérité

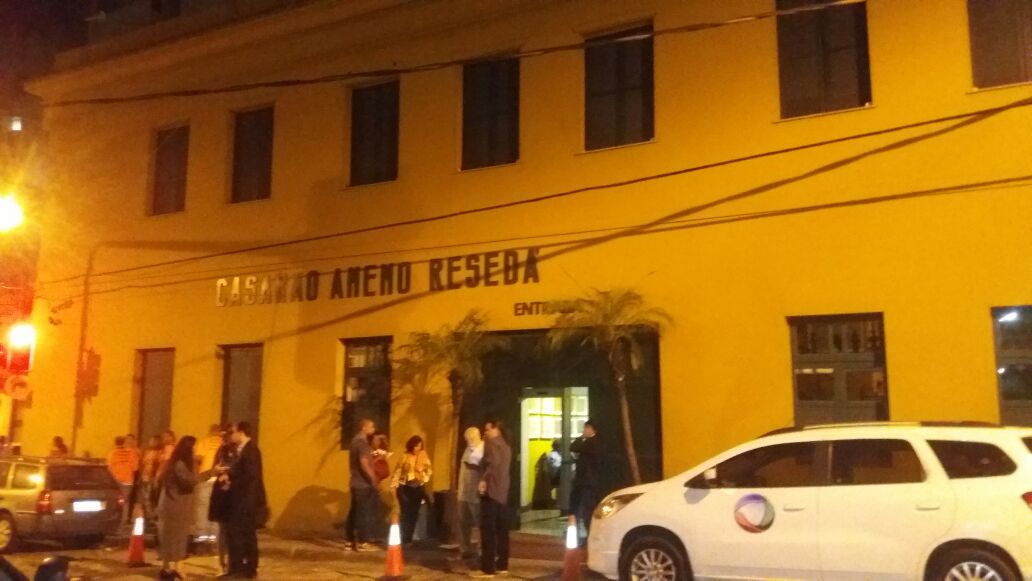
Le manoir Ameno Resedá.

Ameno Resedá est honoré lors du défilé Unidos do Jacarezinho de 1973, qui présente le nom du rancho comme titre de son intrigue. La samba est écrite par Nonô, Sereno et Zé Dedão et interprétée par Ivete Garcia.
Le 8 mars 2012, le manoir Ameno Resedá est inauguré avec musique et gastronomie.

## Palmarès au carnaval
| Ameno Resedá | Ameno Resedá      | Ameno Resedá | Ameno Resedá                        |
| Année        | Placement         | Division     | Intrigue                            |
| ------------ | ----------------- | ------------ | ----------------------------------- |
| 1912         | Champion          | ÚNICA        | Corte celestial (Cour céleste)      |
| 1923         | Champion          | ÚNICA        | Lenda encantada (Légende enchantée) |
| 1924         | 3e place          | ÚNICA        | Hino Nacional (Hymne national)      |
| 1925         | Mention honorable | ÚNICA        | Jupira                              |